# سنت موسیوس
سنت موسیوس (یونانی: Ο Άγιος Μώκιος؛ – c. 288 - 295) همچنین به عنوان «شهید مقدس» شناخته می‌شود، کشیشی از تبار رومی بود که در آمفیپولیس، مقدونیه (روم) زندگی می‌کرد و یک قدیس ارتدکس شد.

## زندگی
در جریان آزار و اذیت مسیحیان در زمان امپراتور دیوکلتیان (۳۰۵–۲۸۴)، قدیس موسیوس مشرکانی را که برای جشن بت پرستانه دیونیسوس (باخوس) گرد آمده بودند تشویق کرد که آداب و رسوم همراه با این جشن را کنار بگذارند. او آنها را تشویق کرد که توبه کنند، به مسیحیت گرویده و تعمید بگیرند. او آنها را تشویق کرد که توبه کنند، به مسیحیت گرویده و تعمید بگیرند. او در معبد دیونیزوس مجسمه ای از خدا را تخریب کرد.
موسیوس نزد فرماندار لائودیسه محاکمه شد و مورد شکنجه قرار گرفت. پس از این، او را در کوره‌ای داغ قرار دادند و در آنجا سالم ماند، اما شعله‌های آتش که از تنور بیرون می‌آمد فرماندار را سوزاند. سپس او را به حیوانات وحشی دادند تا بخورند، اما آنها به او دست نزدند. شیرها جلوی پای او دراز کشیدند. مردم با دیدن چنین معجزاتی اصرار کردند که قدیس آزاد شود. فرماندار دستور داد قدیس را به شهر پرینتوس و از آنجا به بیزانس بفرستند، جایی که سنت موسیوس سر بریده شد.
روز جشن و یادبود او ۱۱ مه است.